# Atar Arad
Atar Arad, född 8 mars 1945 i Tel Aviv, Israel, är en israelisk-född altviolinist och kompositör.
Han började sina fiolstudier i Tel Aviv. År 1968 valdes han ut för att studera vid Chapelle Musicale Reine Elisabeth i Belgien. Han bytte till viola år 1971, lockad av instrumentets klang. I juli 1972 vann Arad City of London Prize vid Carl Flesch-tävlingen för violin och viola och i september 1972 vann Arad första pris vid Geneva International Music Competition. Han har också blivit nominerad till Grammy-priset för Best Chamber Music Performance 1982 och 1984.
Han blev medlem i Cleveland Quartet år 1980, där han medverkade i sju år. Kvartetten turnerade globalt och spelade in för skivbolag som RCA, CBS och Telarc. Arad undervisar vid Jacobs School of Music på Indiana University i Bloomington.

## Diskografi

### Album
- 1976 – Viola Concertos
- 1977 – Sonatas
- 1978 – Musique De Chambre Virtuose
- 1980 – Sinfonia Concertante KV 364 / Concertone KV 190
- 1982 – Forellenquintett
- 1986 – Dvorak Quartet in F op 96 American; The Twelve Cypresses